# Bokel (Papenburg)
Bokel is een plaats in de Duitse gemeente Papenburg, deelstaat Nedersaksen. Het ligt ten westen van de eigenlijke stad, en ten noorden van Aschendorf, nummer 1 op het kaartje in het kader.
Volgens de website van de gemeente Papenburg had Bokel per 31 december 2020 2.257 inwoners.
Het stadsdeel is in het verleden groter geweest, maar de terreinen van de hier gelegen scheepswerf Meyer Werft zijn door de gemeente Papenburg om praktische redenen "overgeheveld" naar het aan de oostkant aangrenzende stadsdeel Untenende, nummer 6 op het kaartje.
Bokel bestaat voor een klein deel uit boerenland, en verder uit woonwijken en bedrijventerreinen.
In Bokel ligt een groot stadspark (Volkspark Bokel) met enkele grote waterpartijen, die eerder als kleine meertjes dan vijvers beschouwd kunnen worden. Hier is enige watersportrecreatie mogelijk.